# Слобозија-Чорашти (Вранча)
Слобозија-Чорашти (рум. Slobozia-Ciorăşti) насеље је у Румунији у округу Вранча у општини Слобозија-Чорашти. Oпштина се налази на надморској висини од 48 m.

## Становништво
Према подацима из 2011. године у насељу је живело 2077 становника.